# Trysilknut
Trysilknut är en norsk bogserbåt som bogserade timmersläp på Osensjøen i Åmots kommun i Innlandet fylke från 1914 till 1984.
Hon byggdes på Glommen Mekaniske verksted i Fredrikstad vintern 1913–1914 på beställning av Christiania Tømmerdireksjon. Båten demonterades och transporterades med tåg till Rena och därifrån med häst och släde till Osensjøen där hon färdigställdes och sjösattes den 2 maj 1914. Trysilknut var vid leveransen försedd med en vedeldad kompoundångmaskin med 70 hästkrafter som 1958 ersattes med en dieselmotor med 135 hästkrafter.
Flottningen på den tre mil långa Osensjøen, som tidigare hade skett med hjälp av varpbåtar, blev mycket enklare när bogserbåten sattes in. År 1938 drog hon till exempel hela 65 000 buntar med vardera 12 stockar över sjön. Trysilknut bogserade timmer på  Osensjøen tills timmerflottningen i Glomma upphörde 1984. Hon övertogs samma år  av Norsk Skogsmuseum och Sørlistøa Fløtermuseum där hon användes som utflyktsbåt. År 1991 skyddades hon av Riksantikvaren.
Trysilknut renoverades på Bredalsholmen Dokk og Fartøyvernsenter i Kristiansand från 2007 till 2014. Hon är godkänd som passagerarfartyg och går fasta turer på Osensjøen på sommaren.